# Колодиевка (Ивано-Франковская область)
Колодиевка (укр. Колодіївка) — село в Ивано-Франковской городской общине Ивано-Франковского района Ивано-Франковской области Украины.
Население по переписи 2001 года составляло 571 человек. Занимает площадь 8,93 км². Почтовый индекс — 77435. Телефонный код — 03436.